# Mound Builders

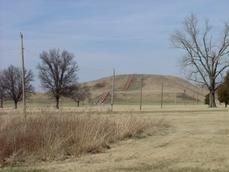
Monks Mound, témoignage de la culture des bâtisseurs de tumulus, Illinois, États-Unis

Les Mound Builders (« bâtisseurs de tumulus ») sont un ensemble de peuples amérindiens présents jusqu'à l'arrivée des Européens, dans toute la moitié orientale des États-Unis actuels. Cette civilisation précolombienne se distingue par ses constructions de tertres, pyramides et effigies animales gigantesques en terre. Elle s'est épanouie de l'an 1000 av. J.-C. au XIVe siècle de la côte Atlantique au Mississippi. Plusieurs milliers de ces édifices ont été recensés, dont les premiers tertres ont été aménagés vers 3400 av. J.-C.. Pour la plupart, ils ont été détruits par l'érosion et le machinisme agricole, toutefois 120 ont été identifiés à ce jour. Ces monticules de terre étaient de formes coniques ou pyramidales et de tailles variées. Les archéologues n'ont pas de certitude sur leur fonction, faute de sources écrites. La plupart s'accordent à dire qu'il s'agissait de tombes et de sanctuaires. D'autres hypothèses parlent d'observatoires astronomiques. Certains de ces tertres sont groupés, entourés d'une levée de terre alors que d'autres sont isolés. Au XIVe siècle, les autochtones cessent leurs activités de construction. Leur culture disparaît mystérieusement, peut-être à cause d'un changement climatique, d'épidémies ou de conflits locaux.

## Premières découvertes archéologiques

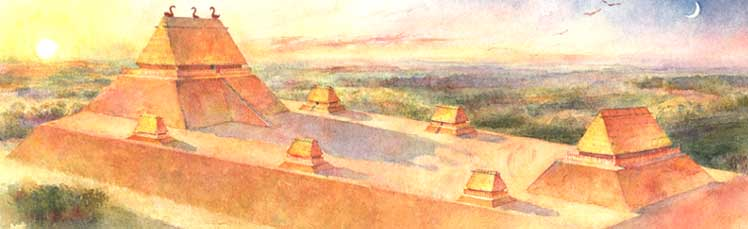
Reconstitution

C'est à partir de 1784 que Thomas Jefferson décide de fouiller systématiquement les tertres de sa propriété en Virginie. Les colons américains avaient repéré ces formes et leur avaient donné des explications parfois extravagantes : était-ce les restes des réfugiés de l'Atlantide ? des monuments construits à l'aide de mammouths apprivoisés ? Jefferson, passionné de science, fouille d'abord un tertre de forme conique, mesurant 6 mètres de hauteur. Il exhume de grandes quantités d'ossements humains mélangés ; pour comprendre le site, il met au point une méthode archéologique (la stratigraphie) toujours utilisée par les archéologues. Les fouilles révèlent que la terre qui recouvrait les corps était apportée panier par panier car les Indiens ne disposaient ni de la roue, ni d'animaux de trait. Au fil des générations, les monticules pouvaient ainsi atteindre 30 mètres.

## Période des Adenas

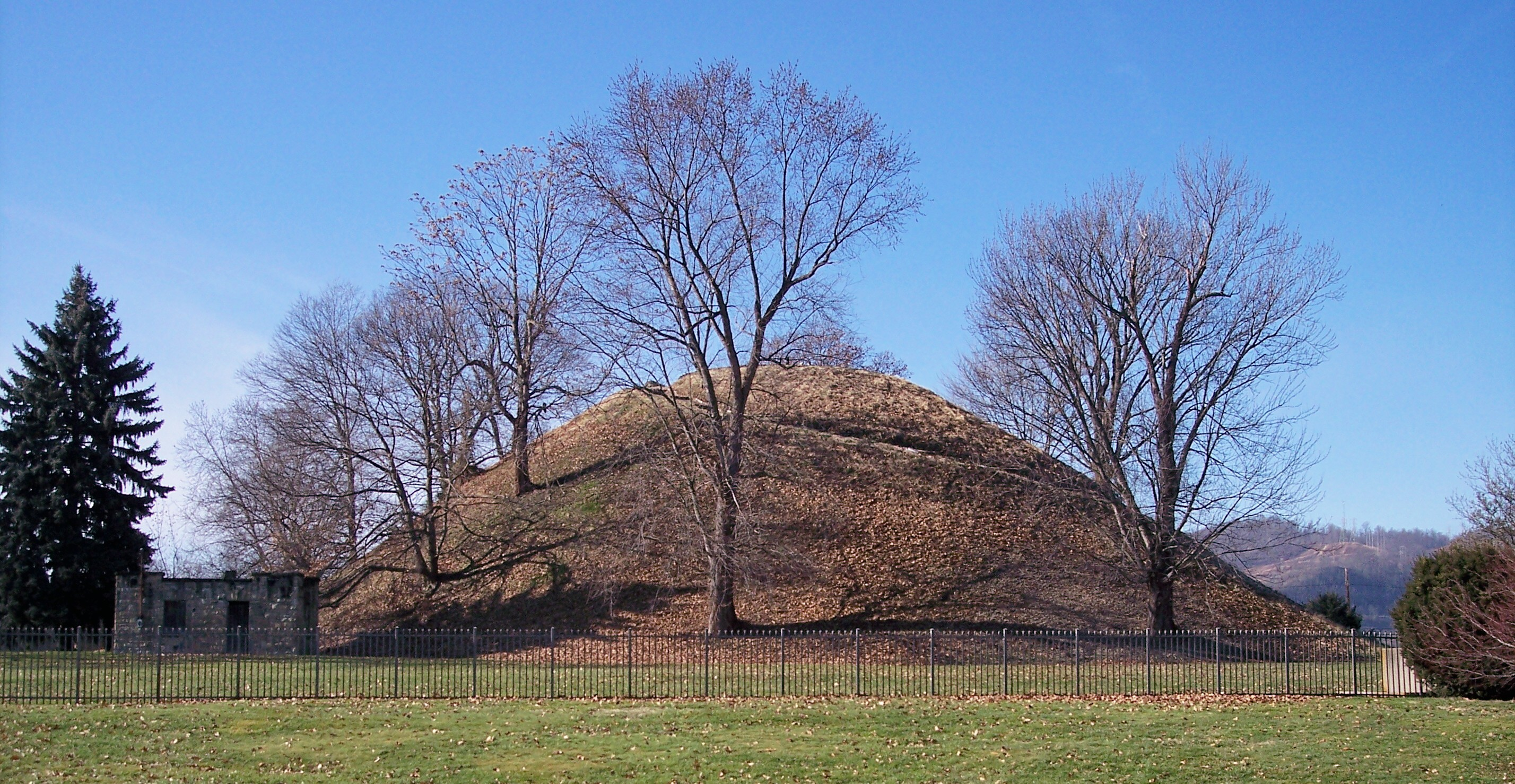
Grave Creek Mound en Moundsville, Virginie-Occidentale, États-Unis

Les plus anciens Mound Builders sont les Adenas qui vivaient dans l'Ohio actuel. Les premiers paysans adenas sont arrivés vers 1000 av. J.-C. ; ils habitaient dans des villages et ont aménagé des tertres immenses comme le « tertre du mammouth » (25 mètres de haut). En 1901, 132 pipes ont été retrouvées dans un seul tumulus, indiquant que la coutume de fumer était importante. D'autres tumulus couronnés d'une plate-forme servaient sans doute à invoquer les esprits protecteurs (cerf, loup, ours), comme le laissent supposer les effigies en stéatite de ces animaux qui y ont été découvertes. Des fossés pouvaient protéger l'enceinte sacrée des mauvais esprits. Vers 300 av. J.-C., les Adenas ont mystérieusement disparu.

## Période des Hopewells

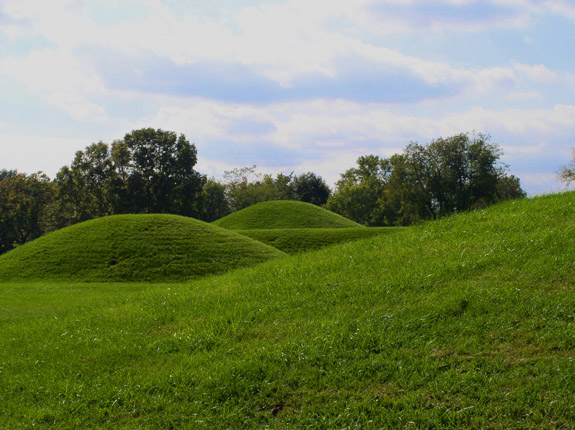
Le Mound City Group en Chillicothe dans l'Ohio.

Les Indiens Hopewells ont remplacé les Adenas dans cette région. Ils construisaient aussi des tertres coniques et des tumulus circulaires entourés d'un mur. Plus tard, ils ont aménagé des complexes immenses de ces édifices, qui étaient liés entre eux grâce à un réseau de murs. Dans plusieurs sites ont été mis au jour des talismans, des coquillages et dents de requins qui témoignent d'un réseau d'échanges nord-américain il y a presque 2 000 ans. La découverte de couteaux en obsidienne, une pierre coupante d'origine volcanique qui venait certainement de la région du Yellowstone à plusieurs centaines de kilomètres, indique l'existence d'échanges à grande distance. Les voyages se faisaient sur des canoës légers qui allaient chercher au Canada du cuivre. Les artisans le martelaient à froid pour fabriquer des objets cérémoniels.
Près de Newark, dans l'Ohio, se trouve le complexe monumental des Terrassements de Newark (Newark Earthworks) s'étendant sur 11 km2 et comprenant une figure d'oiseau de 360 mètres de diamètre pour le grand tertre ; les terres utilisées étaient de différentes couleurs pour leur signification symbolique. Chef-d'œuvre technique de l'âge de pierre, un octogone servait peut-être d'observatoire érigé selon le lever de la lune. Les Indiens avaient peut-être compris le cycle de 18,6 années de l'astre nocturne. L'autre hypothèse assimile cet octogone à un canal d'énergie céleste vers le lieu de culte. La Great Hopewell Road mesurait 100 km sur 60 mètres de large, toujours rectiligne, et entourée de deux murs. Cette sorte de voie sacrée débouchait sur une enceinte sacrée, réplique de celle de Newark. 

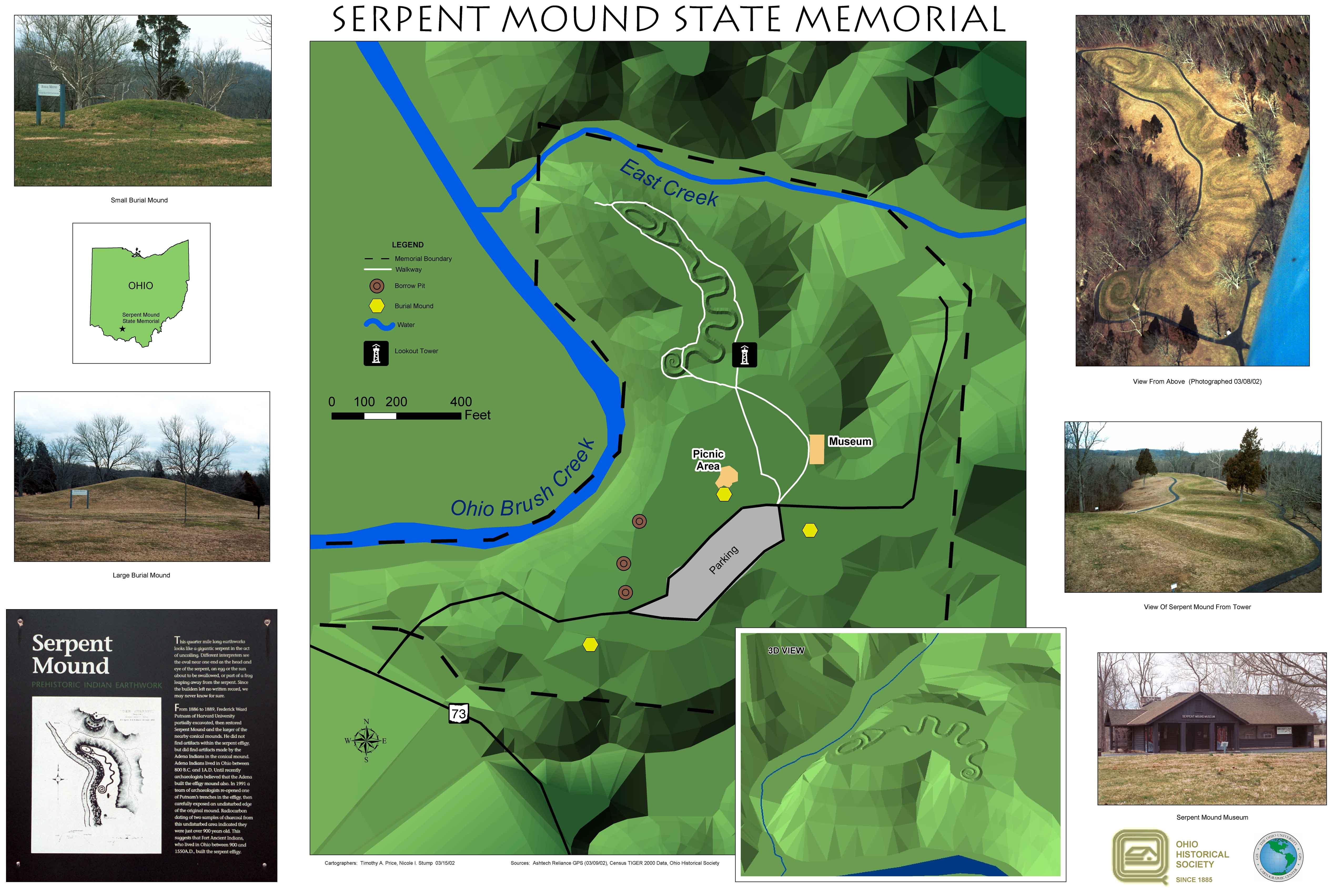
Serpent Mound.

S'ensuit une période de sédentarisation avec de petits villages fortifiés de remparts. Les tertres prennent alors des formes animales. Près de la Great Hopewell Road, a été réalisée l'effigie géante d'un alligator (ou panthère des eaux), symbole d'un esprit du monde inférieur. Un autre tertre, appelé « tertre du serpent », mesure 380 mètres. Le serpent était une divinité qui symbolisait la renaissance (par la mue). Au bout de la queue du serpent se trouvait l'entrée du royaume des morts. Le tertre du serpent était peut-être un calendrier solaire. Au solstice d'été était organisée une procession jusqu'aux yeux du serpent, lieu hypnotique ou de contact avec les puissances surnaturelles. Résultant de calculs astronomiques savants, le soleil se couche sur la tête du serpent. 

### Cahokia

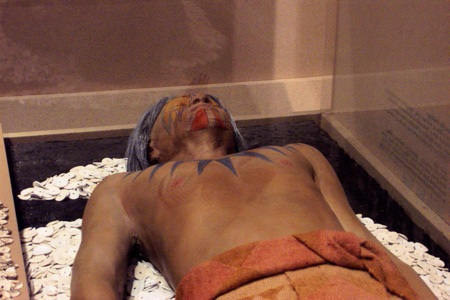
L'Homme-Oiseau est un chef enterré sous un tertre à Cahokia. Son corps était allongé sur 20000 coquillages blancs qui dessinaient la forme d'un rapace.

Également, sur le fleuve Mississippi, non loin du site actuel de Saint Louis, les Amérindiens ont érigé des tertres. La région était en effet riche en nourriture (gibier, poisson et céréales). Cahokia fut la première véritable ville d'Amérique du Nord et rassemblait au moins 20 000 habitants. Les rues formaient un quadrillage régulier. 
Un tertre pyramidal à gradins s'y trouvait, appelé « tertre des moines ». Sa base mesurait 250 sur 300 mètres ; elle était donc plus large que celle de Khéops en Égypte. Les archéologues ont trouvé une tablette en grès avec un homme gravé portant un masque en forme de bec. Au verso figure un quadrillage représentant peut-être la peau d'un serpent, créature du monde inférieur. Au XIIIe siècle, des puissances étrangères semblent avoir menacé la ville de Cahokia. Un mur en bois de 3 km de long entoure alors le sanctuaire. Il a été restauré quatre fois en un siècle.
Toujours sur le même site, la tombe d'un chef a été mise au jour, le corps de ce dernier trouvé allongé sur une couverture funéraire en coquillages. Il était enterré avec des corps sacrifiés (quatre hommes aux mains et têtes coupées), entouré par 400 pointes de flèches ouvragées spécialement fabriquées pour le chef, un sceptre en cuivre et plusieurs kilos de micaschiste, signe de son haut rang. Plusieurs tombes collectives avec des femmes du même âge se trouvent à proximité, peut-être victimes d'un sacrifice en l'honneur du chef.

## Louisiane

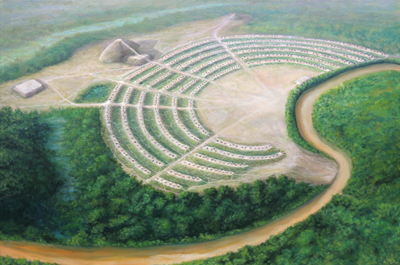
Vue d'artiste de Poverty Point

Il y a moins de 4 000 ans, un peuple (les « indiens du fleuve ») arrive en Louisiane ; ils érigent une ville vers 1750 av. J.-C. à Poverty Point avec un des plus gros tumulus connus, constitués de six murs d'enceinte en terre mesurant jusqu'à 2 mètres de haut, des huttes, une place, le tout dominé par un tertre en forme d'aigle. Sur une autre rive, le « tertre émeraude », géométrique, expose deux temples face à face sur la plate-forme supérieure : les chercheurs le rattachent à la culture de Plaquemine.

## Wisconsin
Une autre ville a été repérée dans le Wisconsin dans le parc d'Aztalam près des Grands Lacs. Une pyramide en terre comprend des escaliers qui montaient à 25 mètres de haut, avec une figure d'homme longue de 70 mètres visible de ce point de vue pour ce qui constituait peut-être un mémorial pour homme-médecine.
À l'est du Wisconsin, le parc d'une clinique abrite des tumulus contenant des restes d'une famille enterrée autour d'un assemblage de pierres avec œuf à l'intérieur. L'édifice était relié à trois tertres en forme d'aigles, figurant peut-être la famille enterrée.
Les premiers explorateurs français arpentant la région du Wisconsin à l'époque de la Nouvelle-France, découvrirent ces tumulus et nommèrent la région Butte des Morts.

## Principaux sites aux États-Unis
- Monk's Mound (Collinsville, Illinois)
- Newark Earthworks (Ohio)
- Serpent Mound (Peebles, Ohio)
- Etowah Indian Mounds (Géorgie)
- Effigy Mounds National Monument (Iowa)